# Le Sentier
Le Sentier es una localidad suiza del cantón de Vaud, situada en el distrito de Jura-Nord vaudois en la comuna de Le Chenit. 
El pueblo se encuentra situado en el Vallée de Joux en la parte occidental del cantón de Vaud. Es la sede de varias manufacturas relojeras como Audemars Piguet, Blancpain, Jaeger-LeCoultre, Patek Philippe y Vacheron Constantin, entre otras.

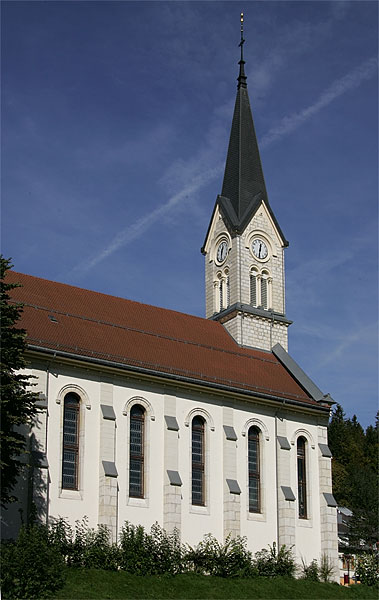
Iglesia de Le Sentier